# 匡越
匡越（越南语：／；933年—1011年），俗名吳真流（越南语：／），是越南丁朝、前黎朝時期的重要大臣、僧人。
吳真流是前吳王吳權的族人。丁部領建立丁朝之後，任命吳真流為僧統，賜號匡越大師，與道士張麻尼、鄧玄光一起執掌朝政。黎桓篡奪皇位之後，又與僧人洛順、萬行一起執掌朝政。
匡越也是一位文學家和儒學學者，他的詩作《王郎歸》（Vương Lang Quy），是為了告別宋朝使節李覺而寫，是越南歷史上現存的最早的漢詩。